# Jednodomost

Jednodomé rostliny (uprostřed) mají v rámci jednoho jedince oddělené samčí a samičí rozmnožovací orgány. Toto schéma ukazuje konkrétně květy, platí tedy pro krytosemenné rostliny.

Jednodomost (monoecie) je termín, který označuje rostliny, jejíž každý jedinec vytváří jak samčí tak i samičí květy na témže jedinci.
Opakem je dvoudomost.
Mezi jednodomé rostliny patří například líska, bříza, olše, smrk ztepilý, kopřiva žahavka či ořešák královský.